# Sertão du Sergipe

Localisation de la région du Sertão du Sergipe.

La région du Sertão du Sergipe est l'une des 3 mésorégions de l'État du Sergipe. Elle regroupe 15 municipalités groupées en 2 microrégions.

## Données
La région compte 217 422 habitants pour 7 239 km2.

## Microrégions
La mésorégion du Sertão du Sergipe est subdivisée en 2 microrégions:
- Carira
- Sertão do São Francisco